# Adrián Ramos (actor)
Adrián Joaquín Ramos Gutiérrez (Saltillo, 13 de mayo de 1945-Ciudad de México, 8 de octubre de 1999), citado como Adrián Ramos, fue un actor mexicano, hermano del actor Sergio Ramos Gutiérrez.

## ¡Cachún cachún ra ra!
El trabajo más representativo de su carrera fue el exitoso programa de televisión Cachún cachún ra ra!, que se transmitió por el canal 2 de Televisa, durante los años de 1981 a 1987, bajo la producción de Luis de Llano Macedo, y también formó parte de la creación de dicha serie.

## ANDA
Adrián Ramos perteneció a la Asociación Nacional de Actores (ANDA) desde 1967, con la credencial número 5927,con la categoría de socio activo.[cita requerida]

## Estudios
Estudió en la escuela de Bellas Artes con Julio Castillo, y tuvo como compañeros a José Alonso y a Fernando Balzaretti.[cita requerida]

## Familia
Adrián fue padre del también actor David Ramos Guilmáin, su único hijo, y fue esposo de Guillermina Guilmáin, hija de la actriz Ofelia Guilmáin.[cita requerida]

## Muerte
Adrián padecía del riñón y se le complicó con la diabetes, y cuando le hicieron la diálisis le vino un paro respiratorio. En ese momento, los médicos prefirieron tenerlo sedado; sin embargo, existía la posibilidad de que quedara en estado vegetativo. Desafortunadamente, falleció el viernes, 8 de octubre de 1999 a las 01:00 horas, en un hospital, a causa de un Desequilibrio hidroelectrolítico derivado de la Insuficiencia renal cronica y Diabetes mellitus que el actor padecía. Adrián Ramos fue sepultado en el panteón Mausoleos del Ángel.[cita requerida]

## Trayectoria

### Teatro
- “El evangelio” de Julio Castillo (1972).
- “El niño de madera” de Sergio Magaña (1970).
- “Tema y variaciones” de Juan José Gurrola (1969).

### Películas
- ¡Mátenme porque me muero! (1991) …. Eusebio
- Mala leche (1991)
- Pilas calientes (1989)
- Escuela para brujas (1985) …. Rigoberto / Rigoleto de la O
- Novios y amantes (1973)
- Los cacos (1972)
- Apolinar (1972)
- Todo en el juego (1972)
- El águila descalza (1971) …. Trabajador factoría
- Ya se quién eres (te he estado observando) (1971) …. Oscar

### Programas de Televisión
- ¡Ay María qué puntería! (1998)
- Antojitos mexicanos (1992)
- Mi colonia la esperanza (1983)
- Cachún cachún ra ra! (1981) …. Pepe Celaya

### Telenovelas
- Mi pequeña traviesa (1997) …. Don Chente
- Alcanzar una estrella (1990) …. Manuel
- La pasión de Isabela (1983) …. Faustino
- Juventud divino tesoro (1968)
- La otra (1989)

## Crítica
Varios Cachunes han tenido que lidiar con la dolorosa pérdida de sus compañeros que se han adelantado en el camino: Viridiana Alatriste “Viri”, José De Mara “Tito”, Rodolfo Rodríguez “Calixto”, José Flores “Jagger”, Adrián Ramos “Pepe Celaya”, Alejandra Espejo “Porfra. Espejo” Manuel Gurría “Inspector Romualdo Tenorio”. Las extrañas circunstancias que rodearon la muerte de muchos de ellos y la temprana edad en la que la mayoría perdieron la vida, degeneraron en una leyenda que habla sobre una supuesta maldición que rodea al elenco.
Se ha especulado mucho sobre la pérdida de varios de los integrantes de ¡¡Cachún Cachún Ra Ra!!, con una supuesta maldición, pero, estos trágicos decesos son cosas del destino, cosas que pasan, de tiempos, de situaciones. Existe una infortunada coincidencia de que varios y varias actores y actrices que han participado en esta serie hayan fallecido.